# Tvättboll

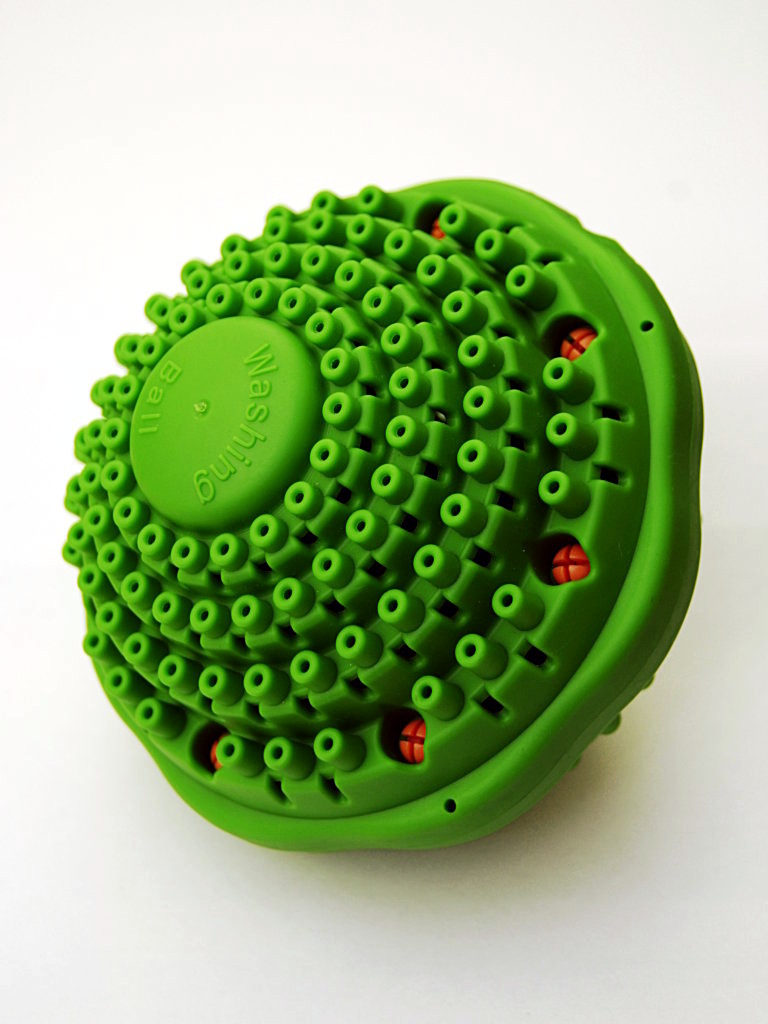
Tvättboll som i Sverige säljs under namnen Magicball och Green Washing Ball.

En tvättboll eller ett tvättägg är ett föremål av plast som sägs ersätta tvättmedel vid tvätt av kläder och sängkläder i tvättmaskin. På marknaden förekommer både tvättbollar med innehåll som har likheter med traditionella tvättmedel och tvättbollar som sägs bygga på andra, mer eller mindre pseudovetenskapliga idéer. Resultatet vid tvätt med tvättboll är dock inte bättre än vid tvätt med enbart varmt vatten, utan något tvättmedel alls. 
Tillverkarnas oriktiga påståenden om tvättbollar har länge påtalats av konsumentorganisationer och liknande i ett antal länder. År 1997 tvingades ett amerikanskt företag sluta sälja sådana produkter under hot om stora böter. Senare har problemet uppmärksammats bland annat i Australien, Italien, Spanien, Norge och Sverige.
Liknande produkter som istället byggs in som en komponent i tvättmaskiner förekommer, eller som ansluts mellan vattenledningen och tvättmaskinen. Dessa marknadsförs som "filter" som producerar "ultrarent vatten" och liknande, och sägs även de påverka vattnets tvättegenskaper så att tvättmedel inte behövs. En produkt av detta slag tillverkas av det svenska företaget Swatab.